# دون ميلان
دون ميلان (بالإنجليزية: Don Milan) هو لاعب كرة قدم أمريكية أمريكي، ولد في 12 يناير 1949 في غلينديل في الولايات المتحدة.

## وصلات خارجية
- دون ميلان على موقع مرجع كرة القدم المحترفة.كوم (الإنجليزية)